# Paseka (Radkov)
Paseka (německy Paseka) je malá vesnice, část obce Radkov v okrese Tábor v Jihočeském kraji. V roce 2011 zde trvale žilo 24 obyvatel. Jedná se původně o zemědělskou osadu nedaleko Tábora založenou začátkem 15. století, se dvorem, jenž se nazýval ještě v roce 1421 Černohlav.

## Historie
První písemná zmínka o vesnici pochází z roku 1423. Dvůr drželi původně páni z Rožmberka a prodali jej v roce 1464 Janovi z Miličína. V 16. století měla ves v zástavě obec Táborská a byli tu 4 „osedlí“.
V roce 1552 koupil Paseku Zikmund z Malovic. V 17. století byl zde vybudován samostatný poplužní dvůr, na němž se připomíná v roce 1642 Alžběta Anežka Malovcová, rozená Tomková z Čejkova. Roku 1668 sídlil na statku Jiří Mařan Bohdanecký z Hodkova se svojí ženou, rozenou Bervidovou ze Sedlečka a po nich následoval Karel Maxmilian Kořenský z Terešova. Ten ovšem prodal 7. ledna 1678 Paseku „…s lidmi osedlými i neosedlými, odjinud propuštěnými a k témuž statku přináležijícími i sběhlými, odkudž žádný se nevymiňuje, mimo čeládky, která ne odtud, ale z Chlumečku pochází…“ za 4000 zlatých subpřevoru konventu kláštera augustiniánů v Táboře. V červenci 1681 koupila od Augustiniánů ves Mikuláš z Weitmüllerů za 4800 zlatých.
Dále se zde vystřídali Adrian z Weitmülleru (1690), Samuel Černický se svojí ženou Křemenovou ze Sedlečka (1697), kteří na statku konali „adamitské bohoslužby“ a Kryštof Albert Kořenský z Terešova (1701). V roce 1738 koupil Paseku hrabě Václav Hynek Deym ze Stříže a připojil ji k chotovinskému panství. V osadě ustavil rychtářem Františka Bukvaje (Buquoy) z Radkova, jenž na usedlosti čís. 3 založil pivovar, který však již začátkem 19. století přestal fungovat a zanikl.

## Obyvatelstvo
| Rok            | 1869 | 1880 | 1890 | 1900 | 1910 | 1921 | 1930 | 1950 | 1961 | 1970 | 1980 | 1991 | 2001 | 2011 | 2021 |
| -------------- | ---- | ---- | ---- | ---- | ---- | ---- | ---- | ---- | ---- | ---- | ---- | ---- | ---- | ---- | ---- |
| Počet obyvatel | 137  | 123  | 106  | 104  | 97   | 108  | 77   | 57   | 34   | 36   | 40   | 29   | 24   | 24   | 30   |
| Počet domů     | 11   | 12   | 12   | 12   | 12   | 12   | 13   | 13   | 13   | 11   | 12   | 13   | 12   | 14   | 12   |

## Obecní správa
Při sčítání lidu v letech 1850–1980 Paseka byla osadou obce Radkov v okrese Tábor. Od 1. července 1980 do 23. listopadu 1990 byla částí obce Dražice v okrese Tábor. Od 24. listopadu 1990 je opět částí obce Radkov v okrese Tábor.

## Pamětihodnosti
- U komunikace na Radkov se mezi vzrostlými stromy nachází kamenný kříž. V horní části kříže jsou patrné stopy po úchytech, ale původní tělo Krista je v současné době vyměněné.

## Galerie

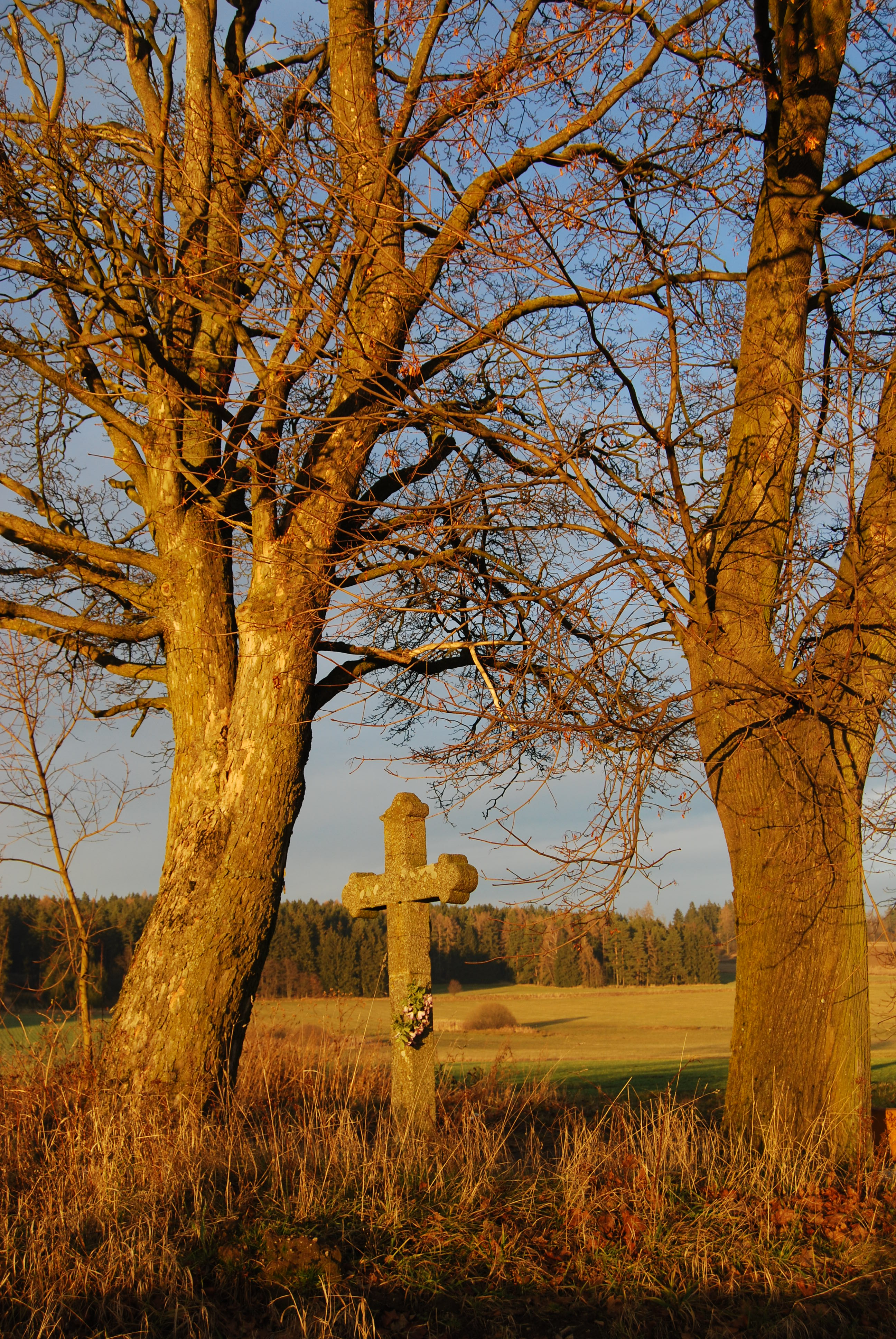
Kříž poblíž vesnice
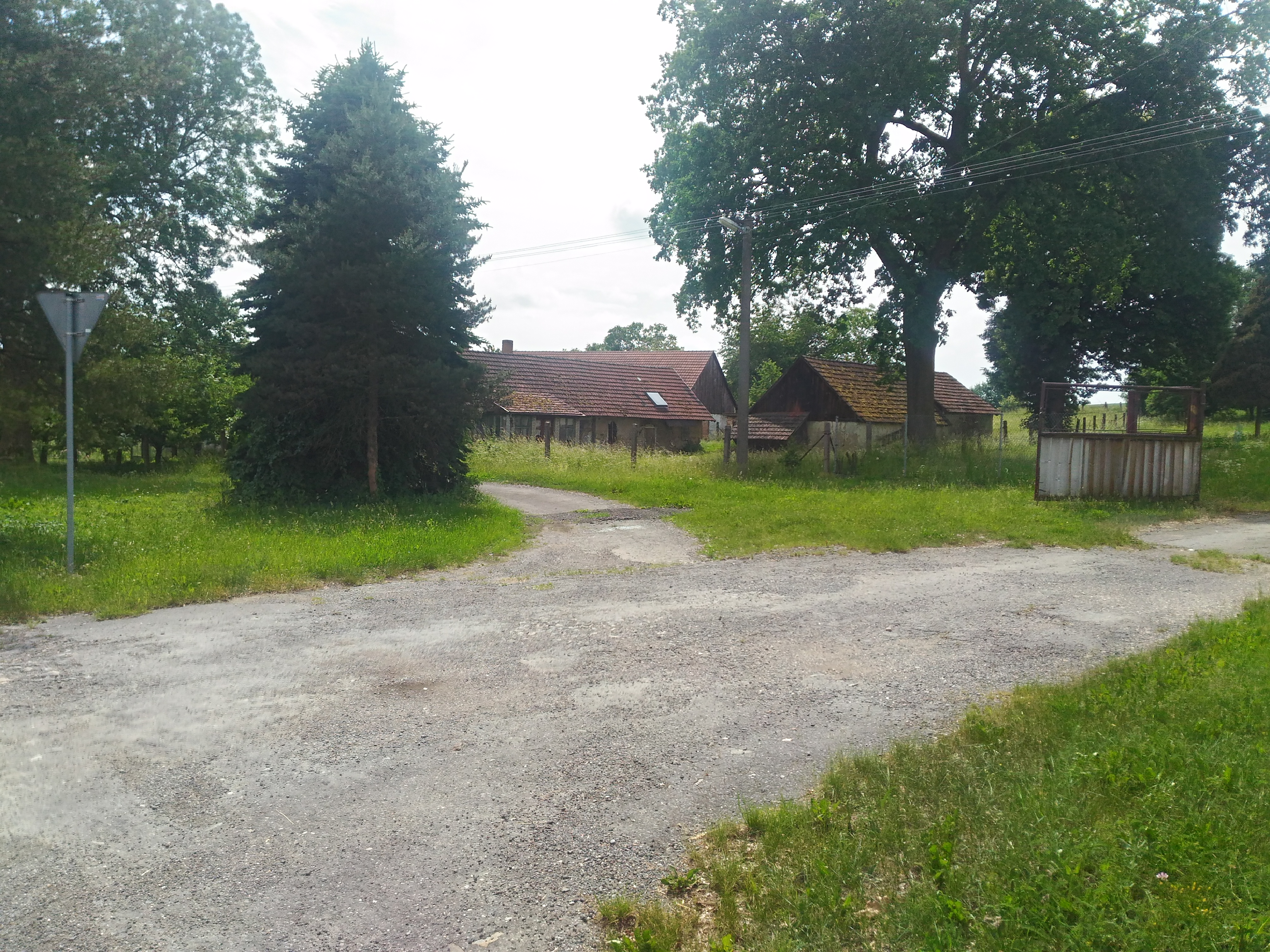
Domy
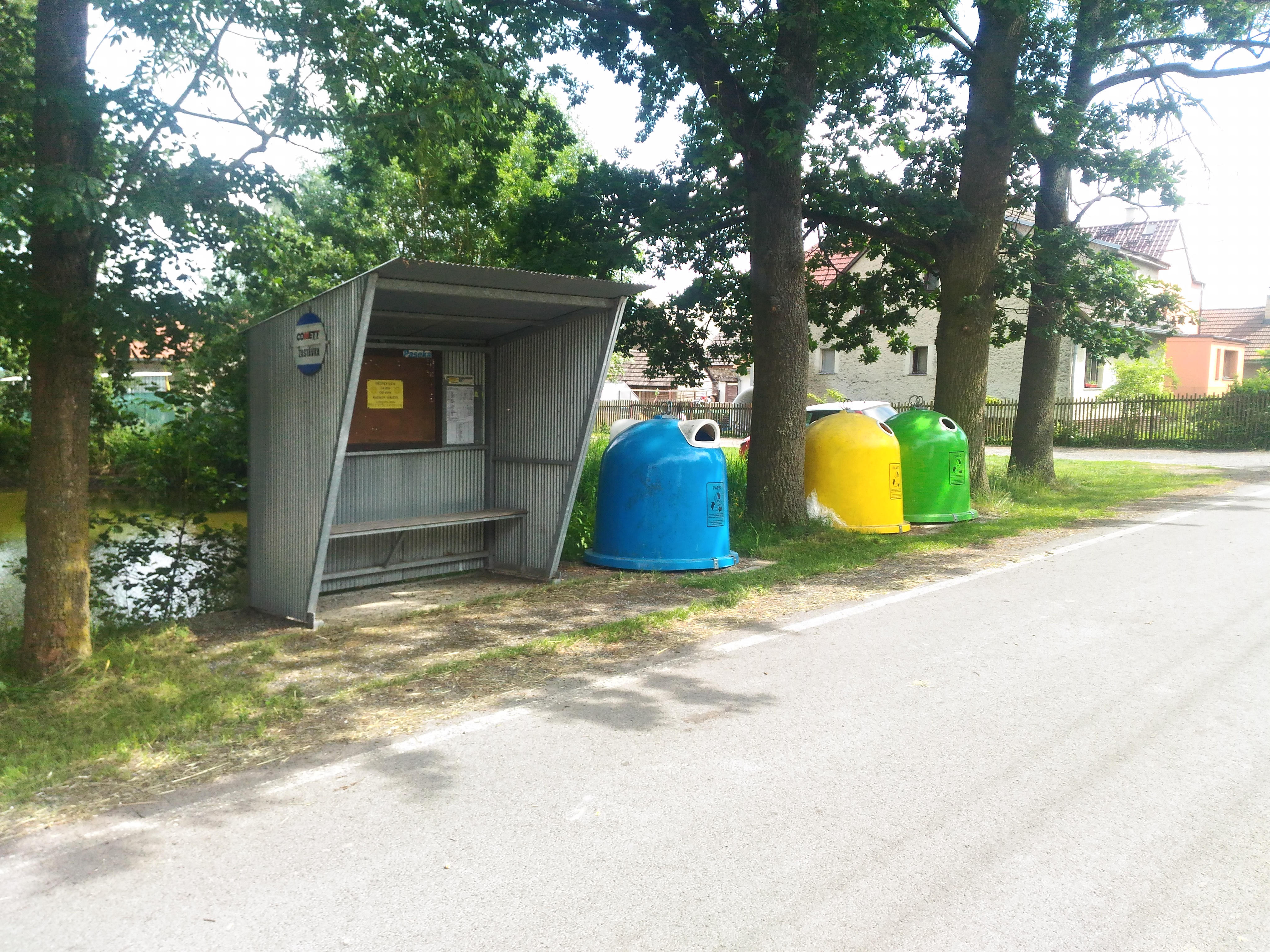
Autobusová zastávka
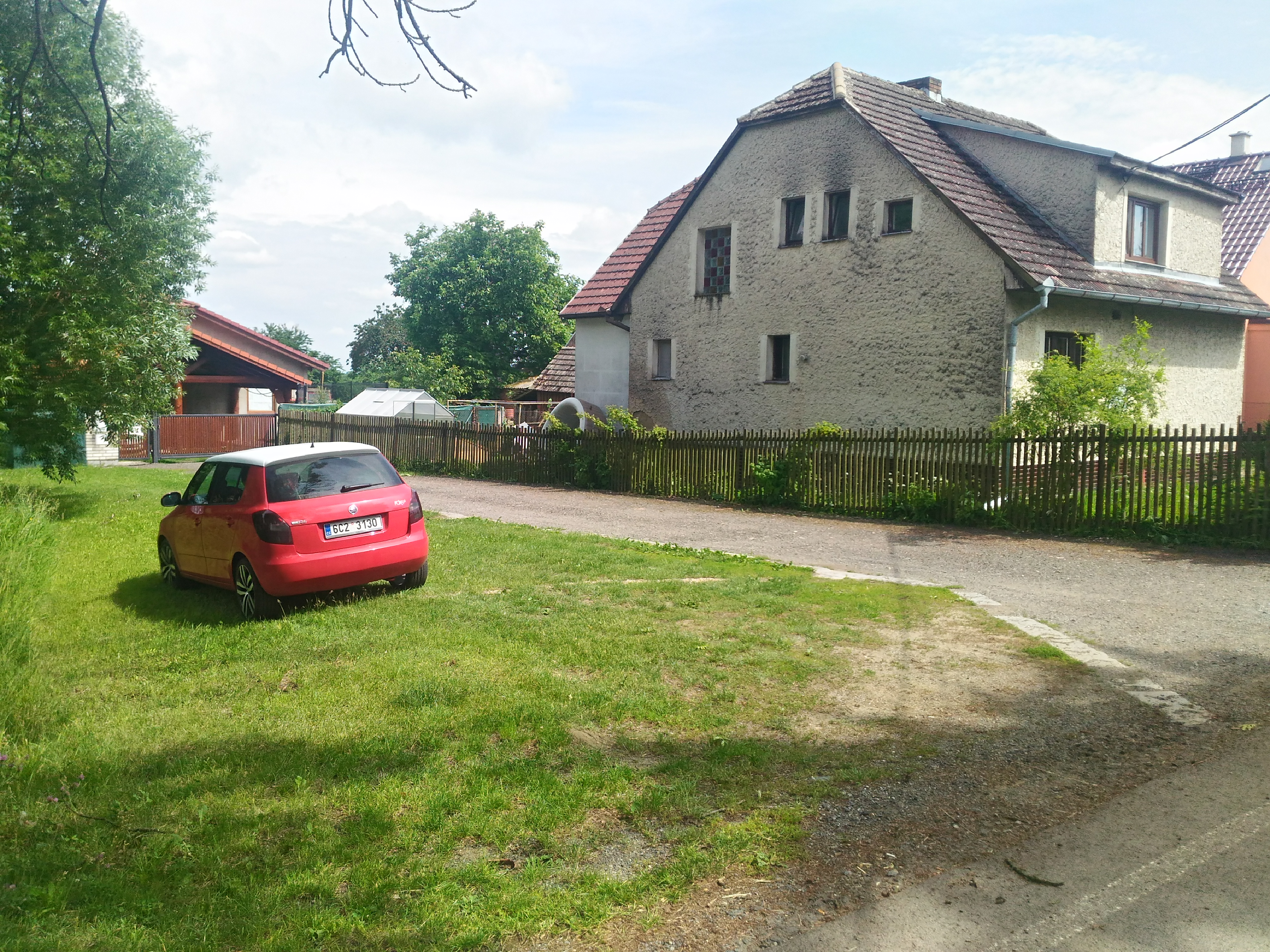
Automobil